# Ludvig Holstein-Holsteinborg
Ludvig Henrik Carl Herman Holstein till Holsteinborg (18 de Julho de 1815 – 28 de Abril de 1892) foi um político da Dinamarca. Ocupou o cargo de primeiro-ministro da Dinamarca.

## Família
Ele nasceu em Holsteinborg Manor em Slagelse, Dinamarca. Filho de Friedrich Adolph Holstein, conde de Holsteinborg e Wilhelmine Juliane Reventlow, Holstein era descendente de Ulrik Adolf Holstein (1664–1737) e foi o 7º conde de Holsteinborg.
Em 1836, ele se matriculou na Universidade de Berlim, mas se formou na Universidade de Copenhague.
Em 1850, Holstein casou-se com Bodild Joachimime Zahrtmann, filha do Ministro da Marinha, Almirante C.C. Zahrtmann. Eles tiveram cinco filhos. Ela morreu em 1876. Casou-se com Betzy Laura Rasmussen em 1878, com quem teve um filho.

## Primeiro-ministro
Embora ele próprio fosse membro do Partido do Centro (em dinamarquês:  Mellempartiet), Holstein liderou uma coalizão entre os Proprietários de Terras Nacionais e os Liberais Nacionais. O ministério foi dominado por seus três ministros liberais nacionais, Carl Christian Hall, Andreas Frederik Krieger e Carl Emil Fenger.
Como primeiro-ministro, Holstein raramente apresentava suas próprias opiniões; seu papel era tão passivo que o editor Vilhelm Topsøe o satirizou.